# Lettsworth
Lettsworth är ett litet samhälle vid den nordligaste spetsen av Pointe Coupee Parish, Louisiana, i USA.  Samhället ligger på östra sidan av Atchafalaya River. År 2005 var antalet invånare i Lettsworth 202 personer.
Bluesgitarristen och sångaren Buddy Guy föddes i Lettsworth 1936. Journalisten Howard K. Smith kom också ursprungligen från Lettsworth.